# Bois-Colombes
Bois-Colombes település Franciaországban, Hauts-de-Seine megyében. Lakosainak száma 29 376 fő (2022. január 1.). Bois-Colombes La Garenne-Colombes, Colombes, Asnières-sur-Seine és Courbevoie községekkel határos.

## Népesség
A település népességének változása:
| Lakosok száma | 28 561 | 28 043 | 28 607 | 28 239 | 28 468 | 28 841 | 29 555 | 29 765 | 29 376 |
|               | 2013   | 2015   | 2016   | 2017   | 2018   | 2019   | 2020   | 2021   | 2022   |